# خولیو جنتو
خولیو جنتو (انگلیسی: Julio Gento; ۲۴ آوریل ۱۹۳۹ – ۱۴ سپتامبر ۲۰۱۶) بازیکن فوتبال اهل اسپانیا بود.
از باشگاه‌هایی که در آن بازی کرده‌است می‌توان به باشگاه فوتبال الچه و باشگاه فوتبال دپورتیوو لاکرونیا اشاره کرد.